# Eveline Wirth
Eveline Wirth (verheiratete Schnorf-Wirth; * 11. Mai 1958) ist eine ehemalige Schweizer Freestyle-Skierin und Snowboarderin. Als Skifahrerin startete sie in allen Disziplinen und hatte ihre Stärken im Aerials (Springen). Sie gewann einmal die Aerials-Disziplinenwertung und sieben Wettkämpfe im Weltcup. Als Snowboarderin gewann sie 1987 einen inoffiziellen Weltmeistertitel im Parallelslalom.

## Biografie

### Freestyle-Skiing
1979 gewann Eveline Wirth in ihrer Paradedisziplin Aerials den ersten von insgesamt vier Europameistertiteln. Am 1. März 1980 gab sie am Oberjoch ihr Debüt im neu lancierten Freestyle-Skiing-Weltcup. Sie bestritt von Beginn an sämtliche Wettkämpfe und konnte sich in allen Disziplinen an der Weltspitze etablieren. Im Januar 1981 erreichte sie als Zweite im Ballett von Livigno ihren ersten Podestplatz und gewann einen Tag später die Kombination. Im Ballett und auf der Buckelpiste gelangen ihr mit den Rängen fünf und sieben Karrierebestleistungen in der jeweiligen Disziplinenwertung. 1982 wiederholte sie ihren Sieg in der Kombination von Livigno, fiel in den Rankings aber zurück.
Während ihrer vierten Weltcup-Saison blieb Wirth ohne Sieg, erreichte aber dank sieben Podestplätzen dritte Ränge in der Aerials- und Kombinationswertung. Auch im Gesamtweltcup wurde sie hinter ihrer Landsfrau Conny Kissling und der Kanadierin Marie-Claude Asselin Dritte. Der grösste Erfolg ihrer Skilaufbahn gelang ihr im Winter 1984. Nachdem sie in den Disziplinen Moguls und Ballett seltener angetreten war, konnte sie auf dem Hochkar erstmals ein Weltcup-Springen gewinnen. Mit vier weiteren Siegen entschied sie die Aerials-Disziplinenwertung vor Conny Kissling und Andrea Amann klar für sich. Ende März bestritt Eveline Wirth in Tignes ihren 116. und letzten Weltcup.

### Snowboard
1986 lernte sie beim Skifahren auf einem Gletscher den Schweizer Snowboard-Pionier José Fernandes kennen, der ihr seinen Sport näherbrachte. Lange vor der Aufnahme des Sports durch den Weltskiverband FIS verfassten die beiden gemeinsam ein erstes  Snowboard-Regelwerk. Bereits in ihrer ersten professionellen Saison gewann Wirth international besetzte Rennen im Parallelslalom, darunter die US Open und die inoffizielle Weltmeisterschaft in St. Moritz. Mit Filmauftritten, der Leitung von Snowboard-Camps sowie Marketing-Kampagnen und Promotion-Events trug sie massgeblich zum Aufstieg der jungen Sportart in ihrem Heimatland bei.
Eveline Wirth ist mit dem Meilener Unternehmer Werner Schnorf verheiratet.

## Erfolge

### Weltcupwertungen
| Saison | Gesamt | Gesamt | Aerials | Aerials | Moguls | Moguls | Ballett | Ballett | Kombination | Kombination |
| Saison | Platz  | Punkte | Platz   | Punkte  | Platz  | Punkte | Platz   | Punkte  | Platz       | Punkte      |
| ------ | ------ | ------ | ------- | ------- | ------ | ------ | ------- | ------- | ----------- | ----------- |
| 1980   | 20.    | 6      | 11.     | 4       | 17.    | 1      | 12.     | 1       | –           | –           |
| 1981   | 4.     | 79     | 6.      | 23      | 7.     | 15     | 5.      | 28      | 4.          | 13          |
| 1982   | 10.    | 39     | 8.      | 20      | 12.    | 5      | 10.     | 7       | 6.          | 7           |
| 1983   | 3.     | 42     | 3.      | 26      | 13.    | 13     | 8.      | 31      | 3.          | 23          |
| 1984   | 4.     | 16     | 1.      | 71      | 13.    | 9      | 19.     | 2       | 8.          | 12          |

### Weltcupsiege
Wirth errang im Weltcup 23 Podestplätze, davon 7 Siege:
| Datum            | Ort         | Land        | Disziplin   |
| ---------------- | ----------- | ----------- | ----------- |
| 18. Januar 1981  | Livigno     | Italien     | Kombination |
| 14. März 1982    | Livigno     | Italien     | Kombination |
| 27. Februar 1984 | Göstling    | Österreich  | Aerials     |
| 29. Februar 1984 | Ravascletto | Italien     | Aerials     |
| 4. März 1984     | Oberjoch    | Deutschland | Aerials     |
| 22. März 1984    | Sälen       | Schweden    | Aerials     |
| 29. März 1984    | Tignes      | Frankreich  | Aerials     |

### Weitere Erfolge
- 4 Europameistertitel (Aerials 1979, 1983 und 1984, Kombination 1981)
- Snowboard-Gold im Parallelslalom bei den inoffiziellen Weltmeisterschaften 1987